# Tapinoma funiculare
Tapinoma funiculare é uma espécie de formiga do gênero Tapinoma.